# A50 (Zwitserland)
De Zwitserse A50, ook wel Umfahrung Glattfelden genoemd, is een 4 km lange autosnelweg en loopt van Rheinsfelden naar Glattfelden. Voor deze snelweg is geen tolvignet verplicht. De snelweg is onderdeel van de Talstrasse 7.
Deze snelweg geeft via de H7 en een rotonde aansluiting op de A51 die naar Zürich gaat. Er bestaan echter plannen om de snelweg direct te verbinden met de A51. In het verleden waren er plannen om de A50 te verbinden met de in aanbouw zijnde Duitse A98, deze zijn echter sinds geruimere tijd verworpen.